# アメリカーノFC
アメリカーノFC (ポルトガル語: Americano Futebol Clube) は、ブラジル・リオデジャネイロ州カンポス・ドス・ゴイタカゼスにホームを置くサッカークラブである。
最大のライバルは同じ街を本拠地とするゴイタカス。ダービーはゴイタ＝カーノと呼ばれる。

## 歴史
リオデジャネイロのアメリカFC対カンポス合同チームの試合（前者が3-1で勝利）を観戦したウルグアイ人のベルトーニ兄弟によって、1914年6月1日にクラブは創設された。当初の構想ではクラブ名はリオデジャネイロのアメリカにちなみ、アメリカFC (América Football Club) とする予定だった。
2002年、アメリカーノはタッサ・グアナバラとタッサ・リオの両方に優勝したが、カンピオナート・カリオカ決勝ではフルミネンセに2試合とも敗れた (2-0, 3-1) 。2004年、アメリカーノはカンピオナート・ブラジレイロ・セリエCのファイナル4に進んだが、ウニオン・バルバレンセ、ガマに次ぐ3位に終わり、セリエB昇格はならなかった。

## タイトル

### 国内タイトル
- カンピオナート・ブラジレイロ・セリエC：1回
  - 1987
- タッサ・グアナバラ：1回
  - 2002
- タッサ・リオ：1回
  - 2002
- カンピオナート・フルミネンセ：7回
  - 1939, 1947, 1964, 1965, 1968, 1969, 1975

### 国際タイトル
なし

## 歴代所属選手

### GK
- アカシオ 1980-1981

- ゼ・カルロス 1983

### DF
- セリオ・シウバ 1986-1988
- オジヴァン 1993-1997

- レオ 1996
- ジウ 2004-2008

### MF
- ビジュ 1996

### FW
- ワシントン 2002, 2003, 2004

- パトリック 2010